# Laura Duske
Laura Duske (* 26. November 1986) ist eine deutsche Fußballschiedsrichterin in der Frauen-Bundesliga.

## Werdegang
Duske spielte selbst aktiv Fußball bis zur 2. Liga. Nach einer Knieverletzung im Alter von 18 Jahren beendete sie aber ihre Karriere. Im Jahr 2012 legte sie mit 25 ihre Schiedsrichterprüfung ab. Seit 2013 ist sie DFB-Schiedsrichterin, seit 2014 pfeift sie in der 2. Bundesliga der Frauen. 2017 folgte dann der Aufstieg in die Frauen-Bundesliga. Ihren ersten Einsatz hatte sie am 24. September 2017 mit der Partie Werder Bremen gegen den MSV Duisburg (2:1). Bei den Männern ist Duske seit 2015 in der Oberliga Mittelrhein aktiv.
Beim DFB-Pokalfinale 2022 der Frauen zwischen dem VfL Wolfsburg und Turbine Potsdam agierte sie als Vierte Offizielle.
Duske ist Juristin und pfeift für Bayer 04 Leverkusen.